# Ultratenuipalpus coprosmicus
Ultratenuipalpus coprosmicus är en spindeldjursart som först beskrevs av Elsie Collyer 1973.  Ultratenuipalpus coprosmicus ingår i släktet Ultratenuipalpus och familjen Tenuipalpidae. Inga underarter finns listade i Catalogue of Life.